# 硫杂环丁烯
硫杂环丁烯（英語：thiete），别名环硫丙烯（英語：thiacyclobutene）是一种由3个碳原子和1个硫原子构成不饱和四元杂环化合物，化学式：C3H4S。其本身不稳定，通常以其稠合衍生物形式存在，目前已经合成出几种其稠合衍生物。

## 结构
硫杂环丁烯是硫代丙烯醛（CH2=CHCH=S）的价键异构体，且在400°C以下硫杂环丁烯容易开环变成硫代丙烯醛。硫杂环丁烯分子为平面结构，C-S-C键角为76.8°。

## 衍生物
苯并硫杂环丁烯是硫杂环丁烯与苯的稠合衍生物。一些苯并硫杂环丁烯由2-巯基苄醇通过真空闪热解得到。其通常是其他硫杂环化合物的前驱体。
硫杂环丁烯 1,1-二氧化物为硫杂环丁烯的砜类衍生物，其比母体硫杂环丁烯更稳定。硫杂环丁烯 1,1-二氧化物的相关取代物也可以由砜烯（R2C=SO2）与炔胺（RC≡CNR'）[2+2]环加成得到。